# 尾氣泵
尾氣泵在醫療中是專門應付特發情況。它從病人或傷者抽出導致栓塞或阻塞的液體。它並且包括一個儲存容器。尾氣可以分為手工，電子和氣動力學的尾氣泵。醫療人員視乎需要而選擇不同的尾氣泵。電力尾氣泵常在老人家居或救傷車之中使用。